# Циннер, Хедда
Хедда Циннер (нем. Hedda Zinner; 20 мая 1904 или 1905, Лемберг или Вена — 4 июля 1994, Берлин) — немецкая писательница, актриса, журналистка и радиоведущая.

## Биография
Хедда Циннер родилась в еврейской семье служащего Адольфа Циннера. Окончив школу, в 1923—1925 годах училась в Венской театральной академии. Дебютировала как актриса в венском Театре Раймунда. Работала на сценах Штутгарта (1923—1924), Баден-Бадена (1924—1925), Вильгельмсхафена (1925—1926). Выступала с труппой «Рейнские гастрольные подмостки» (нем. Rheinische Gastspielbühne) в 1926—27 годах, работала на сценах Болеславеца (1927—1928) и Цвиккау (1928—1929). С 1929 года проживала в Берлине, где служила актрисой, писала стихи и декламировала их на политических митингах. В 1929 году Циннер вступила в Коммунистическую партию Германии (с 1946 года — Социалистическая единая партия Германии — СЕПГ).
С 1930 года Циннер публиковала социально-политические и сатирико-критические стихи в таких изданиях, как «Красный флаг» (нем. Die Rote Fahne), «Рабочий голос» (нем. Arbeiter Stimme), «Мир вечером» (нем. Welt am Abend), «Рабочая иллюстрированная газета» (нем. Arbeiter Illustrierte Zeitung), «Путь женщины» (нем. Weg der Frau) и «Журнал для всех» (нем. Magazin fur Alle). В 1930 году Циннер переехала в пределах города в дом по адресу Штайнрюквег, № 3, Художественная колония Вильмерсдорф (нем. Steinrückweg 3, Künstlerkolonie-Wilmersdorf). В это время познакомилась с писателем Фрицем Эрпенбеком, за которого вскоре вышла замуж. После так называемой «Большой облавы» (нем. Großrazzia) 15 марта 1933 года супругам пришлось в том же месяце спешно выехать в Вену. В следующем году они перебрались в Прагу, где Хедда основала и возглавила политическое кабаре «Студия-1934» (нем. Studio 1934).
В апреле 1935 года Циннер вместе с мужем эмигрировала в Советский Союз. Осела в Москве, дублировала на немецком языке героиню кинокартины «Борцы» (1936) — жену дирижёра Клеберсбуша. В 1935—1941 годах Хедда Циннер работала в немецкоязычной редакции Московского радио, писала для него радиопьесы, печаталась в «Немецкой центральной газете» (нем. Deutsche Zentralzeitung) и различных литературных изданиях. Была кандидатом на вступление в немецкое отделение Союза писателей СССР. В декабре 1936 года Циннер получила советское гражданство. В 1938 году Хедда Циннер заняла пост заместителя заведующего отделом культуры «Немецкой центральной газеты». С сентября 1941 года Циннер вела передачи для женщин на «Немецкой народной радиостанции» (нем. Deutscher Volkssender). С октября 1941 по 1943 года находилась в эвакуации в Уфе, где родила сына Йона Эрпенбека, ставшего впоследствии известным физиком, философом и писателем, отцом писательницы Дженни Эрпенбек.
В июне 1945 года Хедда Циннер поселилась в восточной части Берлина — Панкове. В 1946 году приступила к работе режиссёром в Доме радиовещания (нем. Haus des Rundfunks). В 1950-х — 1960-х была режиссёром Театра на Шиффбауердамме (нем. Theater am Schiffbauerdamm). В 1946 году Циннер избрали председателем Немецкого женского совета. Писательница принадлежала к членам Научно-художественного совета при министерстве культуры ГДР, в 1958 году была делегатом V съезда СЕПГ. С 1959 года Хедда Циннер занимала должность заместителем председателя Общества культурных связей с зарубежьем. В 1975 году Циннер удостоилась ордена «За заслуги перед Отечеством» в золоте и стала почётным членом Союза писателей ГДР. Циннер состояла в Демократическом женском союзе ГДР и активно работала в Обществе германо-советской дружбы.
Похоронена на Доротеенштадтском кладбище в Берлине.

## Творчество
Хедда Циннер писала в ключе социалистического реализма. Приобретённый Циннер журналистский опыт способствовал документальности и определённой схематичности описаний в её сочинениях. Бесспорным достоинством является психологичность и достоверность, несмотря на потребность приобщаться к требованиям времени. Иногда писательница этой потребностью пренебрегала. Например, в 1985 году в ГДР запретили телеверсию «Равенсбрюкской баллады» (1961), как не соответствовавшую устоявшимся партийным канонам изображения организации «Антифашистское действие».
Западногерманская газета «Франкфуртер альгемайне цайтунг» в конце мая 1975 года откликнулась следующим образом на поздравительную статью, напечатанную в «Нойес Дойчланд» в связи с 70-летием Хедды Циннер:

… Как на заказ, жизнеописание Хедды Циннер является образцом социалистического литератора старой школы. Едва повзрослев, она — молодая женщина — отбросила свои буржуазные корни со всем к ним причитающимся и принялась писать путаные берлинские городские репортажи для «Красного знамени», стихи и песни для боевого быстрого потребления на рабочих собраниях […] Из агитаторши, журналистки, артистки кабаре и певицы постепенно она становилась многоуважаемой, полезной рассказчицей и драматургом
Оригинальный текст (нем.)… Hedda Zinners Lebenslauf ist wie nach Maß gemacht für eine vorbildliche sozialistische Literatin der alten Schule. Kaum war sie mündig, hatte sie ihre bürgerliche Herkunft mit allem Drum und Dran abgestreift, schrieb als junge Frau im verworrenen Berlin Reportagen für die Rote Fahne und Gedichte und Songs zum kämpferischen Schnellverbrauch für Arbeiterversammlungen. […] Aus der Agitatorin, Journalistin, Kabarettistin und Liedersängerin wurde nach und nach eine hochgeehrte, brauchbare Erzählerin und Dramatikerin

В целом о творчестве Хедды Циннер Иоганнес Роберт Бехер сказал:

Писатель должен испытать и освоить все возможности и средства своего искусства. Как-то так и поступила Хедда Циннер. И искусство заключается вот в чём — она яростно перебегает от профессии к профессии, порхает с ветки на ветку, как ни в чём не бывало оставаясь на месте
Оригинальный текст (нем.)Der Schriftsteller muß alle Möglichkeiten und Medien seiner Kunst erproben und erobern. Das etwa hat Hedda Zinner getan. Und was die Kunst dabei war: Sie ist, unternehmungslustig von Branche zu Branche, beschwingt von Ast zu Ast, immer hübsch auf dem Teppich geblieben

У писательницы легкое и резвое изложение, мелодичная речь. Многие её тексты положены на музыку, в том числе кантата «Приговор» (композитор Жан К. Форест, премьера состоялась в июле 1958-го).
В произведениях Хедды Циннер много биографического. Роман «Всего лишь женщина» (1954) повествует о суфражистке Луизе Отто-Петерс, порвавшей со своей буржуазной семьёй. В трилогии «Предки и наследники» (роман «Регина» 1968 одна) из главных линий — характеристика и критика жизни среднего класса в Австро-Венгрии.
Темой романа «Фини» (1973) стали реальные события, происходившие в начале тридцатых годов в поселении художников — Вильмерсдорфе: агитационная работа коммунистов, столкновения коммунистических и нацистских группировок, создание отряда самообороны жителей берлинского Вильмерсдорфа. В образе Фини узнаваема сама Хедда Циннер, а образе беспартийного драматурга Ганса Калена, который под влиянием главной героини проникается коммунистическими идеями, угадывается Фриц Эрпенбек.
Большинство романов и рассказов экранизированы — в кинематографе и на телевидении. Её произведения переведены на русский, французский, венгерский, чешский, словацкий, болгарский, польский, китайский и японский языки. Хедда Циннер переводила с русского (Светлов, Маршак) и украинского языков.

## Произведения
- Unter Dächern — «Под крышами». Стихи, 1936
- Das ist geschehen — «Это случилось». Стихи, 1939
- Caféhaus Payer — «Кофейня „Пайер“». Пьеса, 1945
- Humanistisches Sonett — «Гуманистический сонет», 1947
- Alte Dichtung und Folklore fern und nah — «Древняя поэзия и фольклор издали и вблизи». Эссе, 1947
- Alltag eines nicht alltäglichen Landes — «Обычный день необычной страны». Очерки и стихи, 1950
- Spiel ins Leben — «Игра в жизнь». Пьеса, 1951
- Der Mann mit dem Vogel — «Человек с птицей». Комедия, 1952
- Freie Völker, freie Lieder — «Свободные народы — свободные песни». Стихи, 1952
- Wir fahren nach Moskau — «Мы едем в Москву». Рассказы для детей, 1953
- Der Teufelskreis — «Чёртов круг». Драма, 1953
- Nur eine Frau — «Всего лишь женщина». Роман, 1954
- Lützower — «Лютцовцы». Спектакль, 1955
- General Landt — «Генерал Ландт». Спектакль, 1959
- Was wäre wenn …? — «Что было б, если..»
- Leistungskontrolle — «Контрольная работа». Молодёжный спектакль, 1960
- Ravensbrücker Ballade — «Равенсбрюкская балада». Трагедия, 1961
- Auf jeden Fall verdächtig — «В любом случае подозрительный». Пьеса, 1961
- Ein Amerikaner in Berlin — «Американец в Берлине». Фарс, 1963
- Wenn die Liebe stirbt — «Когда умирает любовь». Рассказы, 1965
- Elisabeth Trowe — «Элизабет Трове». Киноновелла, 1969
- Ahnen und Erben — «Предки и наследники». Трилогия
  - Regina — «Регина», 1968
  - Die Schwestern — «Сёстры», 1970
  - Fini — «Фини», 1973
- Auf dem roten Teppich — «На красном ковре». Очерки, 1978
- Katja — «Катя». Роман, 1980
- Die Lösung — «Решение». Роман, 1981
- Arrangement mit dem Tod — «Сделка со смертью». Роман, 1984
- Glas und Spiegel — «Стекло и зеркало». Байки, песни, стихи, 1985
- Die große Ungeduld — «Сильное нетерпение». Рассказы, 1988
- Selbstbefragung — «Допрос себя самой». Мемуары, ISBN 3-371-00195-4
- Ins Leben entlassen — «Отпустить в жизнь». Рассказы, 1990

## Экранизации
- 1956: «Чёртов круг»
- 1958: «Всего лишь женщина»
- 1962: «Ота из класса 12b»
- 1972: «Лютцовцы»
- 1982: «Случай Марион Нойхаус» (телепремьера 18.01.1983)
- 1988: «Актриса»

## Награды и отличия
- 1954 — Национальная премия ГДР
- 1957 — Орден «За заслуги перед Отечеством» (серебряный)
- 1959 — Берлинская премия имени Гёте
- 1960 — Премия имени Лессинга (ГДР)
- 1964 — Медаль Карла фон Осецкого (Совет мира ГДР)
- 1974 — Премия имени Лиона Фейхтвангера
- 1975 — Орден «За заслуги перед Отечеством» (золотой)
- 1980 — Орден Карла Маркса
- 1989 — Национальная премия ГДР I класса за искусство и литературу
- ???? — Почетный знак Общества германо-советской дружбы